# タリロトゥ・ファカトゥロロ
タリロトゥ・ファカトゥロロ（Talilotu Fakatulolo、2001年5月20日 - ）は、ジャパンラグビーリーグワンコベルコ神戸スティーラーズに所属するラグビー選手。

## プロフィール
- トンガ出身[1]。
- ポジションはウィング(WTB)、センター(CTB)。
- 身長 184 cm、体重 95 kg
- 愛称はサウ。
- U18トンガ代表に選ばれたことがある[2]。

## 略歴
2024年、花園大学卒業後、コベルコ神戸スティーラーズに加入。
2025年5月10日に行われたJAPAN RUGBY LEAGUE ONE第18節カンファレンスA静岡ブルーレヴズ戦にて途中出場でリーグワン公式戦初出場を果たした。